# Oxford (Mississippi)
Pour les articles homonymes, voir Oxford (homonymie).
La ville d'Oxford est le siège du comté de Lafayette, dans l’État du Mississippi, aux États-Unis. La population est actuellement d'environ 28 122 habitants, en augmentation due à l'annexion récente de cinq milles carrés du comté de Lafayette, dans toutes les directions. Oxford est le siège de l'université du Mississippi, fondée en 1848, également connue sous le nom de Ole Miss.
Oxford a été nommée par USA Today une des six meilleures villes universitaires de la nation, et est incluse dans Les cent meilleures petites villes d'Amérique. Le comté de Lafayette a de manière uniformément un des plus bas taux de chômage de l'État.

## Histoire
Pendant le mouvement des droits civiques, Oxford attira l'attention de l'opinion publique américaine lorsqu'en 1962 des représentants de l'État du Mississippi ont tenté d'empêcher James Meredith, un Afro-Américain, de s'inscrire à l'université d'État après en avoir été autorisé par un tribunal fédéral.
À la suite des négociations avec le gouverneur Ross Barnett, le président John F. Kennedy ordonna que des U.S. Marshal assurent la protection de Meredith afin qu'il puisse se faire inscrire sans encombre à l'université.
Des milliers de « volontaires » armés déferlèrent alors sur la région d'Oxford afin d'empêcher cette admission.
De violentes émeutes éclatèrent en conséquence, tard dans la soirée de dimanche 30 septembre 1962, entre les ségrégationnistes et les forces de l'ordre.
Des voitures ont été brûlées, les agents fédéraux ont été bombardés avec des pierres et des briques, des biens universitaires ont été endommagés, des tirs d'armes légères ont retenti entrainant la mort de deux hommes, un journaliste français envoyé pour couvrir les événements et un résident du comté de Lafayette, victimes de balles perdues.
L'émeute se répandit dans les zones adjacentes de la ville d'Oxford, mais l'ordre fut rétabli sur le campus avec l'arrivée tôt le lendemain matin d'élément de Garde nationale du Mississippi et des unités régulières de l'armée américaine qui campèrent dans la ville.
James Meredith a finalement pu commencer les cours à l'université le 1er octobre 1962 et termina ses études dans cette même université le 18 août 1963. Il est resté sous protection militaire jusqu'à la fin de ses études.

## Géographie
Oxford se situe dans le nord de l'État à quelque 100 km à l'est des rives du fleuve Mississippi. Memphis et l'État du Tennessee se trouve à environ 150 km au nord-ouest.
D'après le Bureau du recensement des États-Unis, la ville a une superficie totale de 25,8 km2 (10,0 mi2), dont seul 0,1 % est de l'eau.
Le sol est accidenté par endroits mais est généralement plat.

## Démographie
Au recensement de 2000, il y avait 11.756 personnes, 5.327 ménages, et 2.109 familles résidant dans la ville. La densité de population était de 455,3/km² (1.179,1/mi²). Il y avait 6.137 unités de logement, soit une densité moyenne de 237,7/km² (615,5/mi²). D'un point de vue racial, la population de la ville était composée à 75,0 % de blancs, à 20,9 % d'afro-américains, à 0,1 % d'américains indigènes, à 2,7 % d'asiatiques, à 0,02 % d'insulaires du Pacifique, à 0,4 % d'autres races, et à 0,9 % de deux races ou plus. Les personnes hispaniques ou latino-américaines de n'importe quelle race formaient 1,0 % de la population.

## Citoyens notables

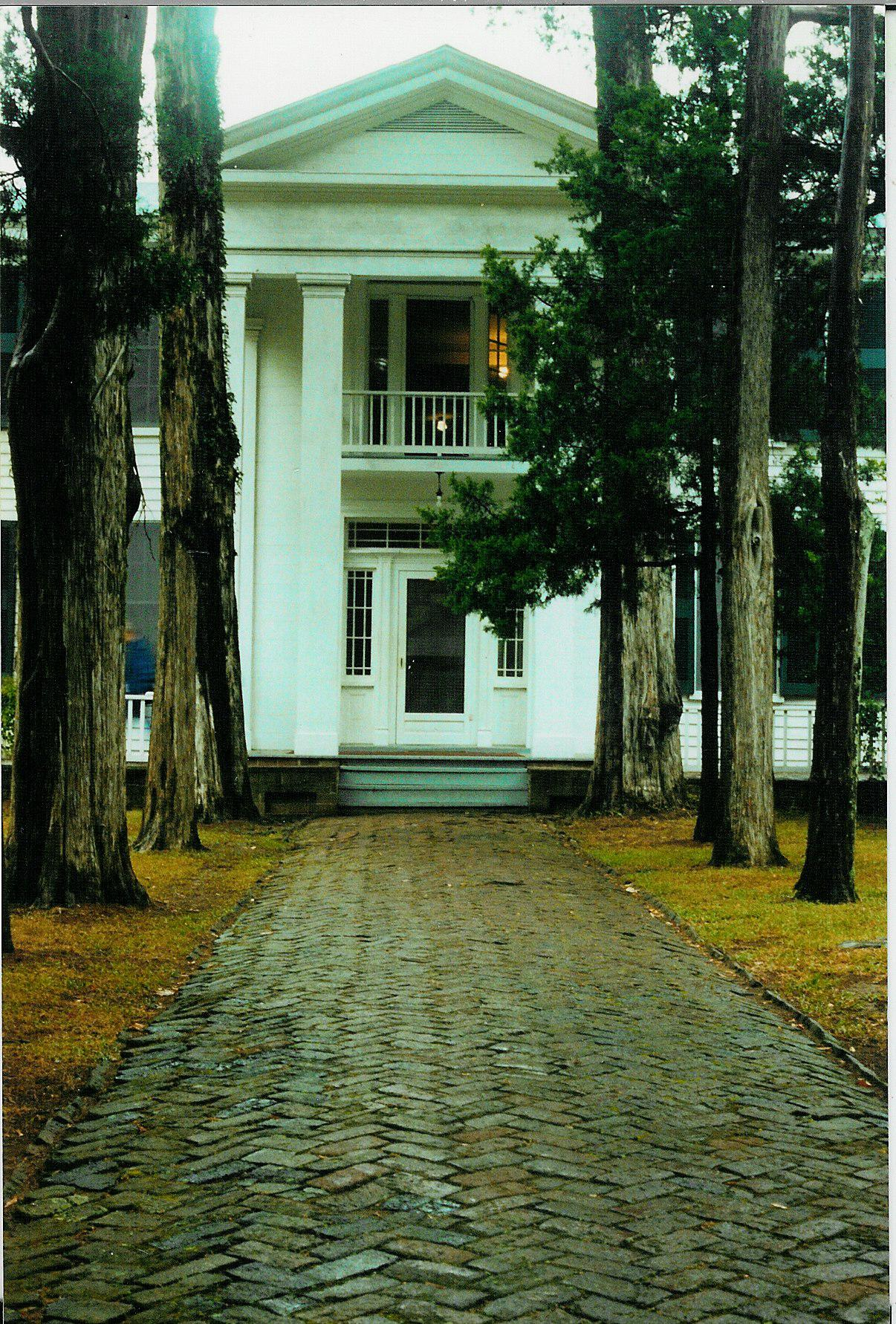
Rowan Oak, maison de Faulkner

- William Faulkner considérait Oxford comme sa ville natale (bien que né non loin de là à New Albany), après que sa famille y eut emménagé alors qu'il avait trois ans. Oxford est le modèle de la ville "Jefferson" dans sa fiction, et il a utilisé le comté de Lafayette comme modèle pour son comté fictif de Yoknapatawpha. Son ancienne maison, "Rowan Oak", dont l'University of Mississippi est propriétaire et qu'elle a récemment transformée, est une des attractions préférées des touristes à Oxford. Plusieurs membres de la famille de Faulkner habitent toujours dans la ville et le comté de Lafayette.

- John Grisham a également une maison à Oxford. Il reçut un doctorat en droit de l'université du Mississippi en 1981, et fut avocat à Southaven, dans l'État du Mississippi pendant dix ans avant de se mettre à écrire à temps plein. Il revint s'installer avec sa famille à Oxford au début des années 1990, mais sa résidence principale est aujourd'hui Charlottesville, dans l'État de Virginie.
- Michael Farris Smith, romancier, The Hands of Strangers (2001), Une pluie sans fin (2013), Nulle part sur la terre (2016), Le Pays des oubliés (2018)[2]
- Bass Drum of Death